# Little Annie Rooney (film 1925)
Little Annie Rooney è un film muto del 1925 diretto da William Beaudine e interpretato da Mary Pickford.
Secondo quella che allora era una consolidata convenzione teatrale e cinematografica, il ruolo della ragazzina protagonista ("Little Annie") è affidato ad un'attrice adulta, Mary Pickford (allora più che trentenne), mentre agli attori bambini vengono riservate le parti di supporto.
Nella sua carriera Mary Pickford si era specializzata in simili parti, che erano molto amate dal pubblico dei suoi fans e che l'avevano vista protagonista di una lunga serie di film di successo: Una povera bimba molto ricca (1917), Rebecca of Sunnybrook Farm (1917), The Little Princess (1917), Papà Gambalunga (1919), Pollyanna (1920), e Little Lord Fauntleroy (1921). Proprio in seguito ai risultati di un sondaggio tra i propri fans effettuato dalla rivista Photoplay, l'ormai più che trentenne Pickford riprese i panni della ragazzina. Questa volta, invece di rifarsi ad un classico della letteratura per l'infanzia, Pickford scrisse ella stessa il soggetto, ispirandosi liberamente ad una nota canzone popolare del tempo, intitolata "Little Annie Rooney". Nella versione cinematografica, la piccola irlandese Annie è a capo di una banda multietnica di ragazzini di quartiere (ci sono ragazzini irlandesi, greci, ebrei, italiani, cinesi e afro-americani), secondo un modello più volte ripetuto nel cinema americano del tempo, da Dinty (1920), a Penrod (1922) e soprattutto ai numerosi cortometraggi della serie delle Simpatiche canaglie (1922-), da cui provengono anche alcuni degli attori bambini del film, come Eugene Jackson.
Il film ebbe enorme successo, realizzando uno dei maggiori incassi dell'anno. Pickford tornerà così ancora una volta ad interpretare un ruolo di ragazzina l'anno successivo in Sparrows (1926). 

## Trama
Annie Rooney è una ragazzina dodicenne scatenata che trascorre le sue giornate a capo di una banda di bambini di quartiere. Un giorno, nel corso di un accanito combattimento con la banda rivale, spaventano accidentalmente il cavallo di un venditore di frutta, creando alcun danni alla merce. Il padre di Annie è un rispettato funzionario di polizia di quartiere, ma suo fratello, Tim, è un membro dei Big Kellys, una banda di ragazzi più grandi guidati da Joe Kelly, i quali per guadagnare dei soldi vendono i biglietti per un ballo da loro organizzato.
Joe è gentile con Annie e la ragazzina si prende una cotta per lui. Ma quando Joe visita la casa dei Rooney più tardi quel giorno, l'agente Rooney lo avverte che se continuerà a guidare la sua banda, non permetterà più a Tim di trascorrere del tempo con lui.
Arriva il venditore di frutta e informa l'agente Rooney che le attività di Annie quella mattina gli sono costate un danno di cinque dollari. Quando ciascuno dei bambini della banda si assume la responsabilità di aver spaventato il cavallo, l'agente Rooney decide che tutti insieme debbano contribuire a rimborsare il venditore di frutta.
I bambini decidono di raccogliere fondi mettendo in scena uno spettacolo teatrale ambientato nel selvaggio West. Nello spettacolo Annie tenta di cavalcare lo stesso cavallo che i bambini avevano spaventato prima, ma spaventato ancora una volta, l'animale galoppa attraverso la città con Annie sulla groppa. Joe interviene e riesce a prendere in braccio la ragazzina impedendo che ella cada rovinosamente a terra. Quando il venditore di frutta li raggiunge, Joe lo paga con cinque dollari guadagnati con la vendita dei biglietti per il ballo.
La notte del ballo è anche il compleanno dell'ufficiale Rooney; è di pattuglia al di fuori della sala da ballo. Tornati a casa, Tim e Annie si stanno preparando per il ritorno del padre. Al ballo, scoppia una rissa tra Joe e due dei suoi compagni, Tony e Spider. Le luci nella sala da ballo sono spente, attirando l'attenzione dell'ufficiale Rooney, che si avventura dentro. Tony spara un colpo di pistola, ma il proiettile indirizzato a Joe colpisce invece l'agente Rooney, uccidendolo.
Passa una settimana. La polizia non ha ancora scoperto l'assassino dell'ufficiale Rooney. Tony e Spider mentono a Tim, dicendogli che il responsabile è Joe. Tim intende vendicarsi.
Nel frattempo, a Annie viene detto che Tony è stato visto gettar via una pistola in un vicolo. Insospettiti, i membri delle bande rivali si uniscono e riescono a consegnare Tony alla stazione di polizia, ma Tim arriva poco dopo, annunciando di aver appena sparato a Joe.
Annie si precipita in ospedale e scopre che Joe morirà a meno che non gli venga immediatamente fatta una trasfusione. Annie si offre volontaria, anche se crede erroneamente che morirà come risultato. Ciononostante accetta di donare il suo sangue. Dopo la procedura, Annie scopre che non morirà e afferma la sua intenzione un giorno di sposare Joe.
È passato del tempo. Joe guida su una macchina Annie e i suoi amici in città. Tim, ora agente di polizia, li saluta mentre dirige il traffico ad un incrocio.

## Produzione
Il film fu prodotto dalla Pickford Corporation. Un enorme set fu costruito nell'area dei Pickford–Fairbanks Studios a Hollywood.

## Distribuzione
Distribuito dalla United Artists, il film venne presentato in prima assoluta a New York il 15 ottobre 1925, e subito dopo distribuito nelle sale cinematografiche statunitensi ed estere. Soltanto negli Stati Uniti, il film incassò oltre un milione di dollari.
Nel 2014 la pellicola è stata sottoposta ad un accurato intervento di restauro.